# Pí Puppidy
Pí Puppidy jsou meteorický roj asociovaný s kometou 26P/Grigg-Skjellerup.
Meteorický roj je pozorovatelný od 15. do 28. dubna s maximem aktivity 23. dubna. Aktivita roje je proměnná, jelikož se mateřské těleso dostává do blízkého kontaktu s planetou Jupiter. Jupiter výrazně ovlivňuje prachové částice rozprostřené v okolí dráhy komety, tedy má vliv i na aktivitu roje. Předpovědi ukazují, že gravitační perturbace mohou stát za zvýšenou aktivitu roje i v případě, že se kometa nachází v afelu.
Pí Puppidy dostaly své jméno podle místa, kde se na obloze nachází jejich radiant. Ten leží v souhvězdí Lodní zádě, má rektascenzi 110,4 stupňů a deklinaci -45 stupňů. Kvůli tomu je roj viditelný pouze na jižní obloze.
Roj byl objeven v roce 1972 a je pozorován přibližně každých 5 let, v období kolem přísluní komety, ale často s velmi nízkou hodinovou frekvencí.